# Мерашице
Мерашице (слч. Merašice) насељено је мјесто са административним статусом сеоске општине (слч. obec) у округу Хлоховец, у Трнавском крају, Словачка Република.

## Становништво
| Година:    | 1994. | 2004.   | 2014.    | 2024.   |
| ---------- | ----- | ------- | -------- | ------- |
| Број људи: | 362   | 387     | 445      | 447     |
| Разлика:   |       | +6,90 % | +14,98 % | +0,44 % |

| Година:    | 2023. | 2024.   |
| ---------- | ----- | ------- |
| Број људи: | 438   | 447     |
| Разлика:   |       | +2,05 % |

Према подацима о броју становника из 2024. године насеље је имало 447 становника.